# Fábrica de brocas Laborde Hnos.

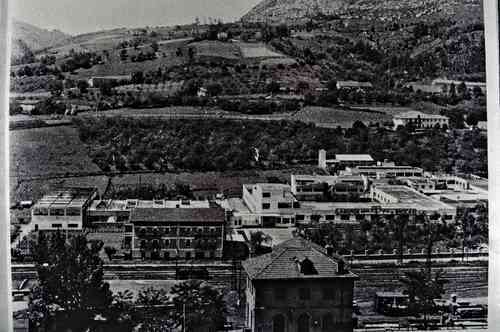

La fábrica de brocas "Laborde Hermanos." está situada en la población guipuzcoana de Andoáin en el País Vasco, España. Fabrica brocas y sus edificios están considerados como relevantes por sus características arquitectónicas. Consta de diversos y variados pabellones.

## Pabellón de producción, oficinas y vivienda.
Este edificio, proyectado en 1928 y firmado por Manuel Laborde, ingeniero industrial, está compuesto por un alargado pabellón de planta baja y por un volumen más alto en su extremo oeste, de planta baja, primero y segundo, donde se ubicaron almacenes, oficinas y una vivienda propiedad de la dirección de la empresa.
En planta componen un largo rectángulo de 65m de longitud por 14m de fondo. De los cuales 55m de largo son para el pabellón, y los 10m restantes para el resto de usos.
El largo pabellón se encuentra dividido en dos crujías de 7m cada una, y una modulación de 5m en el sentido longitudinal, y dispone de una altura libre de 4,60m. Está realizado en estructura de hormigón armado a base de pilares exentos, vigas de canto y forjado de hormigón armado formando una cubierta plana. De esta manera el cerramiento no tiene función estructural y se aligera con ventanas de grandes proporciones cada 5m, unidas por unas impostas horizontales coloreadas en rojo. En este volumen se situaban todos los usos relacionados con la producción.
En el extremo oeste de la larga pastilla la organización estructural cambia. Siguiendo con la modulación de 5 m, el fondo de 14 m se divide en dos crujías extremas de 5 m y una central de 4 m donde se sitúa la escalera que recorre las tres plantas de este volumen en el extremo oeste del edificio. En planta baja se situaban todos los usos relacionados con el almacenamiento, empaquetado y distribución del material fabricado.
Ascendiendo por la escalera con ojo central pasamos a un hall en la planta superior, desde el que se distribuyen una serie de estancias. En esta planta encontramos una vivienda que combina los usos propios de la misma con los de oficinas o gerencia de la empresa, por lo tanto estamos ante la vivienda del dueño de la fábrica, o por lo menos vinculada a las tareas de una dirección de la empresa.
En la segunda planta, con una distribución similar, continua la vivienda donde se sitúan las estancias más privadas de la vivienda, cocina, comedor o sala, dormitorios y la terraza en la esquina sudeste.
En el proyecto original los dos elementos hacen un solo cuerpo unido en planta baja, mientras que en la actualidad aparecen separados en planta baja por un paso que da acceso a la parte posterior.
La transición entre los dos volúmenes se resuelve mediante un juego de vaciados de la esquina sudeste del prisma donde se ubica la vivienda. Se retrasan los planos de la fachada permitiendo la aparición de sendas terrazas, corrida en planta primera y mayor en la segunda. De esta manera se gradúa el paso a una mayor altura.
Una ampliación posterior amplió la planta primera con un cuerpo alargado acabado en cuarto de círculo, que apoyándose sobre la terraza del pabellón, permitió una mayor graduación del cambio de alturas, produciendo un escalonamiento de volúmenes más marcado. Así mismo, en planta baja aparece un volumen achaflanado que debía cumplir funciones de control o conserjería unido a una cubierta plana con las esquinas curvas apoyada en un pilar.
Los huecos de fachadas en general son de grandes proporciones mayormente apaisados, remarcando su horizontalidad mediante impostas coloreadas en rojo, que en el caso de los ventanales del pabellón se convierten en impostas continuas. La esquina sudoeste aparece recortada por ventanales en esquina, aligerando el volumen y poniendo en evidencia las soluciones constructiva y estructural adoptadas. Centrados en la fachada oeste encontramos el acceso a la vivienda cubierto con un pequeño alero y alineadas con este las ventanas que iluminan la escalera. El resto de ventanas se distribuyen de forma asimétrica respecto de este eje central.
Las fachadas aparecen sin más elementos de ornamentación que las mencionadas impostas y cornisas coloreadas que pretenden acentuar la componente horizontal del edificio, y el pequeño zócalo gris que recorre todo el edificio.
Dispone de un gran cartel anunciador que es parte de la fachada sur enmarcado por una imposta coloreada y rotulaciones en su interior con el nombre de la fábrica.

## Edificio de comedores
Se trata de un edificio de planta en forma de T invertida que ofrece su fachada más larga al sur, a la plaza formada por el conjunto. Viene a ser un rectángulo de 27m de largo por 12m de fondo al que se le adosa en su parte posterior y de forma centrada un volumen de planta cuadrada de 8x8m.
En cuanto a las alturas, dispone de sótano, planta baja, primera y azotea con dos pequeños volúmenes retranqueados, con la mayor parte de la superficie destinada a terraza, en parte cubierta por aleros y celosías.
En la fachada principal surgen terrazas con grandes vuelos que corren de un extremo a otro y que cortan el edificio en planos horizontales que arrojan fuertes sombras. Al frente de estos vuelos, centrada, se sitúa una escalera exenta helicoidal, realizada con peldaños de hormigón armado prefabricados unidos entre sí por un eje central, que comunican todas las plantas. En la parte trasera dispone de una sencilla escalera de servicio.
El edificio se cierra mediante una fachada ligera, desligada de la estructura, en la que se abren largos huecos rasgados cerrados con carpinterías metálicas. Las fachadas aparecen absolutamente desprovistas de ornamentación.
Los diferentes usos del edificio aparecen separados por plantas con accesos directos desde la calle, a través de la escalera exterior, y sin comunicación vertical interior entre ellas.